# Lajos Szűcs (calciatore 1973)
Lajos Szűcs (Budapest, 8 agosto 1973) è un allenatore di calcio ed ex calciatore ungherese, di ruolo portiere, preparatore dei portieri dello Csákvári.

## Carriera

### Nazionale
Fu convocato per i giochi olimpici di Atlanta nel 1996, ma non scese in campo nelle tre partite disputate dall'Ungheria, chiuso da Szabolcs Sáfár.
Ha esordito in nazionale il 27 marzo 2002, entrando all'82' al posto di Király Gábor nell'amichevole contro la Moldavia. Totalizzò altre due presenze sempre in amichevole, giocando da titolare e venendo sostituito sia contro il Giappone (nell'intervallo da Stark Péter), che contro l'Arabia Saudita (al 67' da Nikolov Balázs); in tutti e tre gli incontri non subì reti.

## Statistiche

### Cronologia presenze e reti in Nazionale
| Cronologia completa delle presenze e delle reti in nazionale ― Ungheria | Cronologia completa delle presenze e delle reti in nazionale ― Ungheria | Cronologia completa delle presenze e delle reti in nazionale ― Ungheria | Cronologia completa delle presenze e delle reti in nazionale ― Ungheria | Cronologia completa delle presenze e delle reti in nazionale ― Ungheria | Cronologia completa delle presenze e delle reti in nazionale ― Ungheria | Cronologia completa delle presenze e delle reti in nazionale ― Ungheria | Cronologia completa delle presenze e delle reti in nazionale ― Ungheria |
| Data                                                                    | Città                                                                   | In casa                                                                 | Risultato                                                               | Ospiti                                                                  | Competizione                                                            | Reti                                                                    | Note                                                                    |
| ----------------------------------------------------------------------- | ----------------------------------------------------------------------- | ----------------------------------------------------------------------- | ----------------------------------------------------------------------- | ----------------------------------------------------------------------- | ----------------------------------------------------------------------- | ----------------------------------------------------------------------- | ----------------------------------------------------------------------- |
| 27-3-2002                                                               | Chișinău                                                                | Moldavia                                                                | 0 – 2                                                                   | Ungheria                                                                | Amichevole                                                              | -                                                                       | 82’                                                                     |
| 25-4-2004                                                               | Zalaegerszeg                                                            | Ungheria                                                                | 3 – 2                                                                   | Giappone                                                                | Amichevole                                                              | -                                                                       | 46’                                                                     |
| 2-2-2005                                                                | Istanbul                                                                | Arabia Saudita                                                          | 0 – 0                                                                   | Ungheria                                                                | Amichevole                                                              | -                                                                       | 67’                                                                     |
| Totale                                                                  |                                                                         | Presenze                                                                | 3                                                                       |                                                                         | Reti                                                                    | 0                                                                       |                                                                         |

## Palmarès
- Campionato tedesco: 1

Kaiserslautern: 1997-1998
- Campionati ungheresi: 2

Ferencvaros: 2000-2001, 2003-2004
- Coppe d'Ungheria: 2

Ferencvaros: 2002-03, 2003-04
- Supercoppe d'Ungheria: 1

Ferencvaros: 2004